# Eumelea latiparies
Eumelea latiparies är en fjärilsart som beskrevs av Louis Beethoven Prout 1925. Eumelea latiparies ingår i släktet Eumelea och familjen mätare. Inga underarter finns listade i Catalogue of Life.